# موزیاک
موزیاک (انگلیسی: Muzyak) یک شهرک در شهرستان کراسنوکامسکی استان باشقیرستان کشور روسیه است.